# Bindjuzjnik i Korol
Bindjuzjnik i Korol (russisk: Биндюжник и Король) er en sovjetisk spillefilm fra 1989 af Vladimir Alenikov.

## Medvirkende
- Armen Dzhigarkhanyan som Mendel Krik
- Zinovij Gerdt som Arie Leib
- Raisa Nedasjkovskaja som Nekhama
- Irina Rozanova som Maruska
- Maksim Leonidov som Benja Krik